# Četrtna skupnost Moste
Četrtna skupnost Moste je ožja enota Mestne občine Ljubljana, ki zajema ljubljanske osrednje mestne in predmestne četrti Moste, Kodeljevo, Selo, Nove Fužine in Studenec. Meri 340 ha in ima 21.659 prebivalcev (2020). Meji na ČS Center na zahodu (meja je železniška proga Ljubljana-Grosuplje), ČS Golovec na jugu (meja je Ljubljanica oz. Gruberjev kanal), ČS Jarše na severu (meja je železniška proga Ljubljana-Zidani most), na vzhodu pa na ČS Polje (meja je obvozna avtocesta).